# Dendrotrophe granulata
Dendrotrophe granulata är en tvåhjärtbladig växtart som först beskrevs av Hook. f. & Thomson och A. Dc., och fick sitt nu gällande namn av Ambrose Nathaniel Henry och A. Dc.. Dendrotrophe granulata ingår i släktet Dendrotrophe och familjen Amphorogynaceae. Inga underarter finns listade i Catalogue of Life.